# Franki-Piaski
Franki-Piaski – wieś w Polsce położona w województwie podlaskim, w powiecie wysokomazowieckim, w gminie Kobylin-Borzymy.
W latach 1975–1998 miejscowość administracyjnie należała do województwa łomżyńskiego.
Wierni kościoła rzymskokatolickiego należą do parafii św. Stanisława Biskupa i Męczennika w Kobylinie-Borzymach.

## Historia
Miejscowość założona najprawdopodobniej w XV w. W I Rzeczypospolitej Franki należały do ziemi bielskiej.
W roku 1827 Franki-Piaski liczyły 10 domów i 48 mieszkańców. Pod koniec XIX w. Słownik geograficzny Królestwa Polskiego informuje: Franki, wsie szlacheckie, powiat mazowiecki, gmina Piszczaty, parafia Kobylin.
W roku 1921 we wsi naliczono 3 budynki z przeznaczeniem mieszkalnym i 11 innych zamieszkałych oraz 75 mieszkańców (38 mężczyzn i 37 kobiet). Wszyscy podali narodowość polską i wyznanie rzymskokatolickie.